# Phong Nhuận

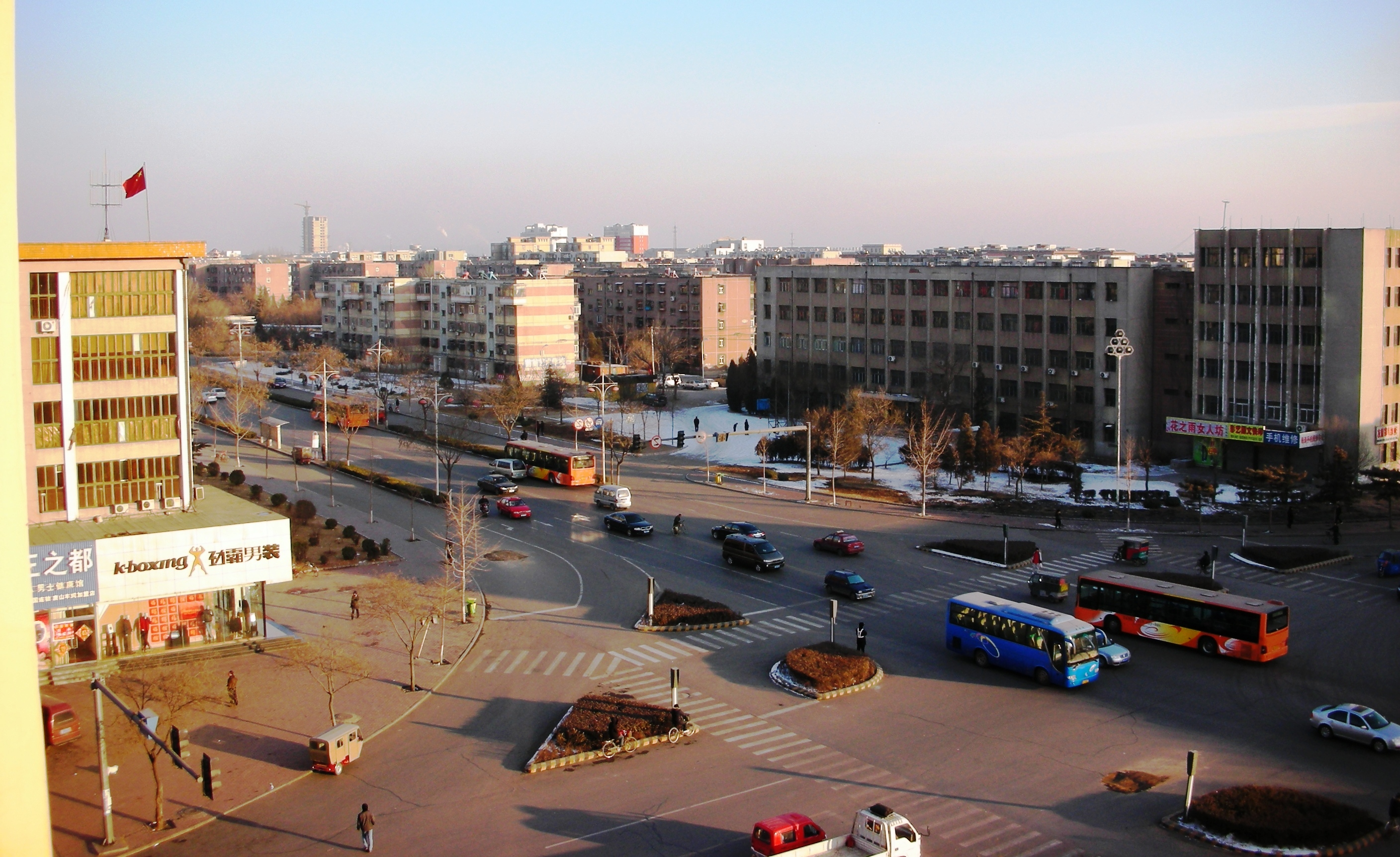
Jin Li (Fengrun) 丰润

Phong Nhuận (丰润区) là một quận thuộc địa cấp thị Đường Sơn, tỉnh Hà Bắc, Cộng hòa Nhân dân Trung Hoa. Quận này có diện tích 1334 ki-lô-mét vuông, dân số năm 2002 là 870.000 người. Quận này được chia thành 18 trấn và 7 hương.
- Trấn: Phong Nhuận, Tả Gia Ổ, Sa Lưu Hà, Bạch Quan Đồn, Lão Trang Tử, Tân Quân Đồn, Hàn Thành, Vương Quan Doanh, Hỏa Thạch Doanh, Tuyền Hà Đầu, Dương Quan Lâm, Thất Thụ Trang, Thạch Các Trang, Trách Các Trang, Phong Đăng Ổ, Lý Chiêu Trang, Tiểu Trang Các Trang, Xá Hà, Nham Khẩu.
- Hương: Hoàng Hôn Dục, Khương Gia Doanh, Yên Tử Hà, Tam Nữ Hà, Tân Trang Tử, Hoan Hỉ Trang.